# Sparnopolius megacephalus
Sparnopolius megacephalus är en tvåvingeart som först beskrevs av Josef Aloizievitsch Portschinsky 1887.  Sparnopolius megacephalus ingår i släktet Sparnopolius och familjen svävflugor. Inga underarter finns listade i Catalogue of Life.